# Rejon tiemnikowski
Rejon tiemnikowski (ros. Темниковский район, erzja Чополтбуе, moksza Темникавонь аймак) – jednostka administracyjna wchodząca w skład Republiki Mordowii w Rosji.
Poza Tiemnikowem (centrum administracyjnym rejonu) w granicach rejonu usytuowane są m.in. wsie: Aksjoł, Andriejewka, Babiejewo, Purdoszki, Russkoje Tiuwiejewo, Staryj Gorod, Żegałowo.
Na terenie rejonu znajduje się Rezerwat Mordwiński.